# 大川成美
大川 成美（おおかわ なるみ、1990年〈平成2年〉3月20日 - ）は、日本のタレント、グラビアアイドル。第1回ミス週刊実話WJガールオーディショングランプリ。本名同じ。かつては2TOUCHに所属していたが、現在はフリーランス。

## 経歴
千葉県出身の元銀行員。2012年、旭市の「旭市七夕市民まつり」で第45回ミス七夕クイーンに選ばれ、2014年に渋谷でスカウトされたのがきっかけでグラビアアイドルとしてデビュー。
2013年以来、特撮系Vシネマ『太陽の戦士レオーナ』において、主人公のレオーナ役を演じている。2022年6月現在で11年目、21作（別売される前後編を2作とカウントした場合）に及ぶロングランシリーズとなっている。
2019年、日本ジャーナル出版「週刊実話」の第1回ミス週刊実話WJガールオーディションでグランプリを獲得した。

## 人物
特技はソフトボール、中学時代に全国大会で最優秀選手に選ばれ、高校時代に国体に出場した経験がある。短距離走も得意であり50m走6秒台。
2023年6月24日、ファイターズ鎌ケ谷スタジアムで行われた、日本ハム対DeNAの2軍戦で始球式を務めた。
成美は「為せば成る」の意味と、平成元年の生まれ（平成2年早生まれ）なので平成の一文字からとられたという。

## 作品

### イメージビデオ
- ぷりぷりナルル（2014年5月23日、竹書房）
- キュート! （2015年5月22日、竹書房）
- 汗ばむ素肌（2015年8月24日、ECショップ男気屋）
- 愛のエース（2018年10月26日、ONE PANY）
- いけない関係 （2019年5月24日、イーネット・フロンティア）
- 愛のエース2（2019年9月26日、ONE PANY）
- もっといけない関係（2020年1月24日、イーネット・フロンティア）
- ひとりじめ（2020年6月26日、スパイスビジュアル）
- ナルミスト（2020年10月30日、スパイスビジュアル）
- あふれる吐息（2021年3月24日、イーネット・フロンティア）
- 大成（2021年9月17日、イーネット・フロンティア）
- エロス覚醒 快感 初体験（2022年1月25日、エアーコントロール）
- えちえちなおねだり（2022年8月23日、エアーコントロール）
- 健康的肉体のススメ（2023年1月25日、スパイスビジュアル）[11]
- 年下のおもてなし（2023年5月24日、イーネット・フロンティア）
- なるみの撮休（2023年8月26日、サウスキャット）
- なるみのM（2023年11月28日、エアーコントロール）
- いけない報酬（2024年8月23日、ブレイン）

### VR
- 【VR】act.1 apartment Days!（2016年12月23日、ファンタスティカ）
- 【VR】act.2 apartment Days!（2017年3月31日、ファンタスティカ）
- 【VR】act.3 apartment Days!（2017年6月16日、ファンタスティカ）
- 【VR】大川成美 Digital Remaster Version ～時間を超えて～（2019年3月15日、ファンタスティカ）※ apartment Days! Act1〜3の高画質版
- 【VR】太陽の戦士レオーナ 魔人の復讐（2019年4月8日、ZENピクチャーズ）

## 出演

### テレビ
- 全力坂（2014年6月18日、テレビ朝日系列）
- 発見!〇〇な人（2016年6月14日、TBS）
- 突撃!スター通販報告（2017年7月21日~2017年8月6日、TBS）
- カイモノラボ（2017年11月4日 - 、TBS）
- ピン子、通販やるってよ～本日開店!ピン子デパート～（2018年1月5日、TBS）
- スポさま（2019年12月1日・8日・15日、BSテレビ東京）

### テレビドラマ
- 電撃!!ライデンマル（2015年7月2日 - 9月26日、チバテレ）
  - 電撃!!ライデンマル2 （2016年7月2日 - 9月24日、チバテレ）
- 初森ベマーズ（2015年7月10日 - 9月25日、テレビ東京）
- 忍者特捜 ジャスティーウィンド（2016年1月17日 - 2017年2月25日、チバテレ）
- 絶対帰還カエルーン（2017年6月3日 - 24日、チバテレ）

### 映画
- ロックンロール・ストリップ（2020年8月14日） - 越前ココロ 役

### オリジナルビデオ
特記の無いものは全てZENピクチャーズから発売。
- 神秘戦隊ガイアレンジャー（2012年10月12日） - ガイアブルー 役
- サンレンジャー（2013年1月11日） - ミサ 役
- 神秘戦隊ガイアレンジャー　炎のファイナルオプション（2013年4月12日） - ガイアブルー 役
- バーニングアクション　スーパーヒロイン列伝18　バトルゾーン（2013年7月12日） - ジャンヌブルー 役
- ヒロインピンチオムニバス04 太陽の戦士レオーナV（2013年8月23日） - 柔名結衣/レオーナ 役
- AVG エイリアンVSガイアレンジャー（2014年2月28日） - AKIKO/ガイアレンジャー 役
- 太陽の戦士レオーナ ネオンジェネシス（2014年3月28日）  - 柔名結衣/レオーナ 役
- ヒロインピンチオムニバス12　太陽の戦士レオーナ　ランプ魔人アラディーン編（2015年8月14日） - 柔名結衣/レオーナ 役
- 太陽の戦士レオーナ　炎の料理魔人ウマイアルヨ編（2016年7月8日） - 柔名結衣/レオーナ 役
- 忍者特捜ジャスティーウィンド 追跡!5人の女ヴィランズ　前編（2016年10月14日） - 神無月 役
- 忍者特捜ジャスティーウィンド 追跡!5人の女ヴィランズ　後編（2016年10月28日） - 神無月 役
- 太陽の戦士レオーナ おもちゃ魔人トイザマス編（2017年3月10日） - 柔名結衣/レオーナ 役
- 太陽の戦士レオーナ 運動会魔人ツナヒキン編（2017年10月27日） - 柔名結衣/レオーナ 役
- 太陽の戦士レオーナ 奇術魔人マジデスカー編（2018年4月27日） - 柔名結衣/レオーナ 役
- 太陽の戦士レオーナ 筋肉魔人ペイン&ゲイン編（2018年10月26日） - 柔名結衣/レオーナ 役
- 【VR】太陽の戦士レオーナ 魔人の復讐【公式サイト限定完全版】（2019年4月8日） - 柔名結衣/レオーナ 役
- 太陽の戦士レオーナ PTA魔人ヒステリア編（2019年4月12日） - 柔名結衣/レオーナ 役
- 太陽の戦士レオーナ 不死身魔人スリラー編（2019年11月8日） - 柔名結衣/レオーナ 役
- 忍者特捜ジャスティーウィンド　ザ・忍者大戦（2020年2月28日） - 紅風アキ 役
- 太陽の戦士レオーナ 食肉魔人カーニバル編（2020年5月22日）  - 柔名結衣/レオーナ 役
- 太陽の戦士レオーナ 遠すぎた戦場（2021年4月23日）  - 柔名結衣/レオーナ 役
- 太陽の戦士レオーナ DX 前編（2021年10月22日）  - 柔名結衣/レオーナ 役
- 太陽の戦士レオーナ DX 後編（2021年11月12日）  - 柔名結衣/レオーナ 役
- 太陽の戦士レオーナ SeasonⅡ 炎の戦士アイラと魔僧ガスプーティン登場!（2022年4月22日）  - 柔名結衣/レオーナ 役
- 太陽の戦士レオーナ SeasonⅡ 宇宙プロレスタッグチャンピオン エジオン＆デスラ（2022年7月8日）  - レオーナ/ダークレオーナ 役
- 太陽の戦士レオーナ SeasonⅡ 竜戦士ビリュウと三平に惚れた幽霊（2022年9月23日）  - 柔名結衣/レオーナ 役
- 太陽の戦士レオーナ SeasonⅡ 史上最悪の強敵襲来！[前編] -宇宙魔少女アローマ＆教師魔人スパルタン-（2023年3月10日） - 柔名結衣/レオーナ 役
- 太陽の戦士レオーナ SeasonⅡ 史上最悪の強敵襲来！[後編] -その名はレオーナキラー！レオーナ最大の危機！-（2023年3月24日） - 柔名結衣/レオーナ 役
- 太陽の戦士レオーナ Season II 戦国魔人ダイショーグン【前編】（2024年8月9日）
- 太陽の戦士レオーナ Season II 戦国魔人ダイショーグン【後編】（2024年8月23日）
- ZENピクチャーズ創立20周年記念作品 スーパーヒロイン大決戦 前編（2024年12月13日）
- ZENピクチャーズ創立20周年記念作品 スーパーヒロイン大決戦 後編（2024年12月27日）共演：山本夢、おみや、神楽坂茜、佐原麻衣子、藤岡範子、宮越虹海、奈良平愛実

### CM
- 日清食品 カレーメシ
  - 「汁無野郎」篇（2020年4月） - ホットパンツ役[2] ※大川は2014年4月のカレーメシ発売時から上記の2020年までCM出演を続けてきた。
  - 「ギネス世界記録」篇（2025年7月21日 - ） - 吉田沙保里、加藤一二三らと共演[12]

### MV
- cheese:-) （チーズ）/ アンモフライト
- Lui Hua – Rosso (feat. Aico)
- 琴音「願い」
- ゆず「マスカット」
- SWANKY DANK「white Flag」
- AKLO × NORIKIYO 「百千万」